# Condado de Bayan
El condado de Bayan (巴彦县 ; pinyin : Bāyàn Xiàn) es una subdivisión administrativa de la provincia china de Heilongjiang de la jurisdicción de la prefectura de Harbin de unos 677955 habitantes en 1999.